# Onyx Lorenzoni
Onyx Dornelles Lorenzoni (Porto Alegre, 3 de octubre de 1954) es un político, médico veterinario y empresario brasileño. Fue diputado federal desde 2003 hasta 2019 y Secretário General de la Presidencia, designado por Jair Bolsonaro.

## Biografía
Licenciado en veterinaria de la Universidad Federal de Santa María (UFSM), es luterano y padre de cuatro hijos.

### Actuación legislativa
Presidió la Comisión de Agricultura de la Cámara de Diputados entre 2008 y 2009.
Su actuación en el Congreso lo caracteriza como uno de los más fervientes opositores del Partido de los Trabajadores (PT), buscando asociar su imagen al combate a la corrupción en Brasil, antes de admitir públicamente que recibió dinero en efectivo de la compañía JBS para la campaña electoral en 2017.
Fue miembro de diez comisiones parlamentarias de investigación (CPI), entre ellas, de la CPMI de Correos, CPMI de Cachoeira y de la CPMI de Petrobras, y relator de la subcomisión de Normas de Combate a la Corrupción y de la comisión que analizó medidas de lucha contra la corrupción.
Fue el primer líder del partido DEM en la Cámara de Diputados.
En 2004, se presentó a las elecciones para alcalde de Porto Alegre, quedando en tercer lugar, con el 9,97 por ciento de los votos válidos (80.633 votos). Concurrió de nuevo en 2008, por la coalición DEM-PP-PSC, con Mano Changes como vicealcalde. En este intento quedó en quinto lugar, con el 4,91 por ciento de los votos válidos (38.803 votos).
En las elecciones de 2014, celebradas el 5 de octubre, fue elegido diputado federal por Río Grande do Sul para la 55.ª Legislatura (2015-2019). El 1 de febrero de 2015 asumió entonces su cuarto mandato.
En 2016, votó a favor del proceso de impeachment de Dilma Rousseff. Ya durante el gobierno de Michel Temer, votó a favor de un nuevo régimen fiscal. En abril de 2017 votó favorable a la reforma laboral. En agosto de 2017 votó a favor del proceso en que se pedía apertura de investigación del entonces presidente Temer.

### Gobierno de Bolsonaro
El presidente electo Jair Bolsonaro anunció la designación de Lorenzoni como Ministro Jefe de la Casa Civil, asumiendo el 1 de enero de 2019.
Es sospechoso de haber recibido donaciones ilegales de campaña por parte de la multinacional JBS SA.